# Hastula pilsbryi
Hastula pilsbryi é uma espécie de gastrópode do gênero Hastula, pertencente à família Terebridae.